# فشردگی دی‌ان‌ای
فشردگی دی‌ان‌ای یا چگالش دی‌ان‌ای به فرایند فشرده‌تر شدن یا چگالتر شدن مولکول دی‌ان‌ای در روند آزمایشها، چه از گونهٔ در جاندار و چه از گونهٔ در محیط کشت، می‌گویند.
دی‌ان‌ای فشرده به نسبت دی‌ان‌ای باز و فشرده‌نشده، ویژگیهای غیرمنتظره‌تری می‌تواند داشته باشد به گونه‌ای که گاهی پیش‌بینی کارکرد و فرایندهای آن با توجه به آگاهیها و پژوهشهای معمول دانش ژنتیک، بسیار سخت‌تر و نشدنی‌تر می‌باشد.